# Juan García Manrique
Juan García Manrique (? - Coímbra, 1416) fue un eclesiástico y hombre de estado castellano. 
Segundo hijo de García II Fernández Manrique de Lara, que fue V señor de Amusco y adelantado mayor de Castilla, y de Urraca de Leyva.
Fue arcediano de Talavera y obispo de Orense bajo la protección de su tío paterno el arzobispo de Toledo Gómez Manrique; a la muerte de este una parte del cabildo toledano le eligió para ocupar la archidiócesis toledana, mientras la otra se decantó en favor de Pedro Cabeza de Vaca, pero el papa Gregorio XI resolvió la disputa nombrado a tal efecto a Pedro Tenorio. 
Juan García Manrique ocupó entonces el obispado de Sigüenza, siendo a la vez canciller mayor de los reyes Enrique II y Juan I; 
de allí pasó a la diócesis de Burgos, y de ésta fue promovido al arzobispado de Santiago de Compostela, donde destacó como líder en los enfrentamientos armados habidos durante la crisis de 1383-1385.
A finales del siglo XIV, enemistado con el arzobispo toledano Pedro Tenorio y descontento porque el rey castellano Enrique III hubiese reconocido el Papado de Aviñón, emigró a Portugal, donde con la mediación del rey portugués Juan I fue nombrado arzobispo de Braga y obispo de Coímbra.
| Predecesor: Juan Martínez de la Sierra      | Obispo de Orense 1370 – 1375      | Sucesor: Martín                    |
| Predecesor: Juan de Salas                   | Obispo de Sigüenza 1376 – 1381    | Sucesor: Juan de Castromocho       |
| Predecesor: Domingo de Arroyuelo            | Obispo de Burgos 1381 – 1382      | Sucesor: Gonzalo de Mena y Roelas  |
| Predecesor: Rodrigo de Moscoso              | Arzobispo de Santiago 1383 – 1388 | Sucesor: Lope de Mendoza           |
| Predecesor: Lorenzo Vicente                 | Arzobispo de Braga 1397 - 1398    | Sucesor: Martín Alfonso de Miranda |
| Predecesor: João Afonso Esteves de Azambuja | Obispo de Coimbra 1403 - 1407     | Sucesor: Gil Almada                |